# سبنسر تريسي
سبنسر بونافينتشر تريسي (Spencer Bonaventure Tracy) (وُلد في 5 من أبريل لعام 1900م وتوفي 10 من يونيو 1967م) ممثل أمريكي. كان تريسي، الذي تميز بأسلوبه الطبيعي وأدواره المتنوعة، أحد نجوم العصر الذهبي في هوليوود (Hollywood's Golden Age). وخلال فترة إبداعه على الشاشة والتي امتدت 37 عامًا، تم ترشيحه لتسع جوائز أوسكار أفضل ممثل ونال اثنتين منهاليشارك لورنس أوليفيه في عدد مرات الترشح لهذه الجائزة.
وقد اكتشف تريسي موهبته في التمثيل خلال فترة التحاقه كلية ريبون، وقد حصل بعد ذلك على منحة للالتحاق بالأكاديمية الأمريكية للفنون الدرامية. وقد قضى سبعة أعوام يعمل في أداء المسرحيات القصيرة في شركات المسرحية وفي برودواي لفترات متقطعة. وقد دخل تريسي أبواب الشهرة في عام 1930م بعدما جذب أداؤه لدور البطولة في مسرحية الميل الأخير (The Last Mile) الاهتمام في هوليوود. وبعد العرض الأول الناجح لفيلم حتى النهر (Up the River)، وقع تريسي عقدًا مع شركة فوكس لإنتاج الأفلام. ولم تكن السنوات الخمس التي قضاها مع شركة فوكس متميزة، وظل مغمورًا بشكل كبير بالنسبة للمشاهدين بعد مشاركته في 25 فيلمًا. وفي عام 1935م انضم تريسي للعمل في ستوديو مترو غولدوين ماير ، وهو أفضل استوديو في هوليوود. وقد انتعشت حياته المهنية بعد مشاركته في سلسلة من الأفلام الناجحة، وفي عامي 1937م و1938م حاز على جائزتي أوسكار متتاليتين لدوره في فيلم قباطنة شجعان، ودوره في فيلم مدينة الصبيان، وبحلول أربعينيات القرن العشرين، أصبح تريسي من ألمع النجوم المنضمين للاستديو. وقد ظهر مع الممثلة كاثرين هيبورن في فيلم امرأة العام (Woman of the Year)، وقد كان هذا الظهور بمثابة بداية لشراكة مشهورة بينهما أنتجت تسعة أفلام على مدار 25 عامًا.
وترك تريسي العمل باستوديو مترو غولدوين ماير عام 1955م وواصل العمل بشكل منتظم كنجم سينمائي مستقل على الرغم من ضعفه المتزايد الناتج عن تقدمه في السن. وقد امتلأت حياته الشخصية بالمشاكل، حيث كان في صراع مع إدمان الكحول امتد طيلة حياته بالإضافة إلى إدانته بالتسبب في صمم ابنه. وقد انفصل تريسي عن زوجته في ثلاثينيات القرن العشرين ولكنه لم يطلقها أبدًا، حيث ارتبط بعلاقة طويلة الأجل مع الممثلة كاثرين هيبورن في السر. وقد انحصرت تقريبًا أعمال كريسي مع المخرج ستانلي كرامر في ستينيات القرن العشرين. وكان كرامر هو السبب في مشاركته بفيلمه الأخير خمن من سيأتي للعشاء (عام 1967م) الذي أكمل تريسي دوره فيه قبل وفاته بمدة 17 يومًا. وقد ظهر تريسي، خلال حياته المهنية، في 75 فيلمًا مما أدى لاشتهاره بين أقرانه كأحد أعظم الممثلين. وفي عام 1999م صنفت المؤسسة الأمريكية للأفلام تريسي بين أفضل 10 ممثلين للمؤسسة من بين قائمة أساطير هوليوود على مدار المائة عام الماضية .

## وصلات خارجية
- سبنسر تريسي على موقع IMDb (الإنجليزية)
- سبنسر تريسي على موقع الموسوعة البريطانية (الإنجليزية)
- سبنسر تريسي على موقع روتن توميتوز (الإنجليزية)
- سبنسر تريسي على موقع مونزينجر (الألمانية)
- سبنسر تريسي على موقع ألو سيني (الفرنسية)
- سبنسر تريسي على موقع ميوزك برينز (الإنجليزية)
- سبنسر تريسي على موقع تيرنر كلاسيك موفيز (الإنجليزية)
- سبنسر تريسي على موقع أول موفي (الإنجليزية)
- سبنسر تريسي على موقع قاعدة بيانات برودواي على الإنترنت (الإنجليزية)
- سبنسر تريسي على موقع قاعدة بيانات الأفلام السويدية (السويدية)
- سبنسر تريسي على موقع فايند أغريف
- Profile في Turner Classic Movies
- Chang, David A. "Spencer Tracy's Boyhood: Truth, Fiction, and Hollywood Dreams," Wisconsin Magazine of History, vol. 84, no. 1 (Autumn 2000)
- Spencer Tracy in the 1900 US Census, 1905 Wisconsin Census, 1910 US Census, Ohio Marriage Records, 1930 US Census, and Social Security Death Index.